# Ahr (región vinícola)
Ahr es una zona vinícola de Alemania ubicada al oeste de Alemania, en los montes que cuidan la rivera del río Ahr, un afluente del río Rin, a proximidad de la ciudad de Bonn.
Con una superficie de producción de 525 Ha, la tierra de esta región es de origen volcánico y produce mayoritariamente vinos tintos.

## Variedades

### Uva tinta
Los uvas varietales cultivadas en esta comarca son en su mayoría tintos:
- Spätburgunder
- Portugieser
- Dornfelder

### Uva Blanca
Algunos blancos, en este caso mediante:
- Müller-Thurgau
- Riesling

### Rosados
Los vinos rosados se denominan localmente Weissherbst.